# José Castiñeira Pardo
José Castiñeira Pardo (San Cipriano de Aspay, Otero de Rey, 23 de febrero de 1928-Lugo, 31 de octubre de 1989) fue un sacerdote y compositor español, refundador del Orfeón Lucense.

## Carrera
Cursó Latín y Humanidades en el Seminario Diocesano de Lugo, donde ingresó en 1941. Más tarde, se le concedió una beca para estudiar Filosofía en la Universidad Gregoriana de Roma durante dos años. Tras recuperarse de una enfermedad, continuó los estudios de Filosofía y Teología en el Seminario Mayor de Lugo. Reicbió el orden sacerdotal el 17 de mayo de 1953.
Marchó a Roma para ampliar estudios y se licenció en Sagrada Teología en el Pontificio Ateneo Angélico. En el Pontificio Instituto de Música Sacra obtuvo la licenciatura en Canto Gregoriano, y la magistratura en Harmonía, Composición e Dirección en música sagrada (1955), el doctorado ex tese (1956), así como el Bachillerato en Musicología y Paleografía Gregoriana.
De vuelta a Lugo, en 1961, ganó por oposición la canonjía que va aneja al cargo de prefecto de la música de la catedral lucense. Fue nombrado profesor de música del Seminario, donde dio nuevo impulso a la Schola Cantorum; creó también la Coral del Círculo de las Artes, que dirigió durante seis años, así como la Coral Polifónica de Lugo, perteneciente a la Diputación Provincial.
Presidente de la Comisión Diocesana de Música Sagrada, ejerció de vocal de Liturgia, Música y Arte Sacro. Fue rector del Seminario entre los años 1971 y 1981. En 1982 creó el Orfeón Lucense para realzar el culto en la catedral. Otros cargos: Miembro del Consejo de Cultura de la Diputación Provincial; director de la Escuela de Canto de la Diputación (escolanía que llevó su nombre, hoy desaparecida).
Falleció en Lugo el 31 de octubre de 1989. Sus restos descansan en el claustro de la catedral. Una avenida en la nueva parte de la ciudad de Lugo, y un monolito dedicado por el pueblo de Lugo, son el homenaje que a su figura dedican la ciudad y Diócesis de Lugo.

## Obra
Su obra, de gran belleza, es mayormente música sacra, para el culto católico. Permaneció inédita mucho tiempo aunque ya forman parte de la liturgia de la Catedral lucense. Algunas piezas son regularmente interpretadas en las festividades religiosas solemnes. Hay que destacar que Castiñeira, siguiendo las recomendaciones del Concilio Vaticano II, compuso música religiosa también en gallego. 
Entre sus obras cabe destacar numerosas misas, de las cuales cuatro en gallego como la Misa festiva, donde utiliza el acompañamiento de la gaita que realza el colorido sonoro del folclore gallego, cantos para las diferentes partes de la liturgia (cantos de entrada, salmos, un credo para voces graves, loas, salves, vésperas, un magnificat), y villancicos entre los que encontramos Noite Boa o Venid a Belén, además de himnos como el Himno centenario. Compuso obras para coro, escritas a 4 voces, como  son Padre Divino, Canto de Ofertorio o Jesús el Señor. Utiliza una armonía simple con repeticiones de motivos melódicos y rítmicos. Para coro y órgano compuso un Credo a voces graves o Señor danos el agua. En algunas obras el órgano se usa como acompañamiento, mientras que en otras se es instrumento solista. Escribió también dos obras para coro y orquesta, Vamos pastorciños y Replicade anxeliños. 
Aportó a la música profana una colección de melodías populares, en la que destaca la obra Morriña. 
Su sobrino, el también sacerdote Luis Varela Castiñeira, nombrado prefecto de música, José Castiñeura supo unificar el modernismo junto con la dignidad y la belleza de la música sacra.